# Mušezib-Marduk
Mušezib-Marduk was een Chaldeïsche stamleider, die als koning van Babylon regeerde van 693-689 v.Chr.
Hij greep in 693 v.Chr. de nederlaag tegen Assyrië van Nergal-Ušezib, die door de Elamieten op de Babylonische troon gezet was, aan om de Assyrische gouverneur in Babylon, een zoon van koning Sanherib, te laten vermoorden en zichzelf tot koning van Babylon te laten uitroepen. In 691 v.Chr. (of 690 v.Chr.) wist hij een anti-Assyrische alliantie te sluiten tussen onder meer de Chaldeeën, Arameeërs, Babyloniërs en Elamieten. Beide partijen troffen elkaar in de slag bij Halule (nabij Samarra), waarbij de Assyrische koning Sanherib een overwinning opeiste hoewel Mušezib-Marduk de Babylonische troon wist te behouden.
De onafhankelijkheid van Babylonië was echter slechts van korte duur. Slechts enkele jaren later heroverde de Assyrische koning Sanherib Babylonië met zijn legers. Mušezib-Marduk werd samen met zijn familie  gevangengenomen en weggevoerd naar Assyrië, waar hij zou overlijden (mogelijk door executie).